# Attentat de Hassaké du 20 mars 2015
L'attentat de Hassaké du 20 mars 2015 a lieu lors de la guerre civile syrienne.

## Déroulement
Lors de l'attentat, la ville de Hassaké est tenue par les Kurdes des YPG et les forces du régime syrien. Il se produit alors que les habitants fêtent Norouz. Selon Abdel Rahmane, directeur de Observatoire syrien des droits de l'homme (OSDH), de nombreux civils sont présents dans les rues au moment de l'attaque : « Les Kurdes allumaient des bougies dans la soirée et il y avait beaucoup d'enfants dans la rue ».
La première attaque est commise par un kamikaze, puis une bombe explose quelques centaines de mètres plus loin, au milieu d'un autre rassemblement. L'attaque n'est pas revendiquée, mais l'OSDH l'attribue à l'État islamique.
Le 23 mars, l'OSDH affirme que le bilan de l'attentat est de 54 civils tués, dont 20 femmes et 15 enfants.

## Vidéographie
- [vidéo] Syrie : prisonniers des Kurdes, deux jihadistes du groupe État islamique témoignent, reportage de France 2.